# 黑色洛城
《黑色洛城》是一款新黑色侦探题材动作冒险游戏，由Team Bondi开发，Rockstar Games发行，2011年5月登陆PlayStation 3和Xbox 360，11月登陆Microsoft Windows，2017年11月登陆任天堂Switch、PlayStation 4和Xbox One。故事发生在1947年的洛杉矶，游戏主角警探科尔·菲尔普斯解决横跨五大部门的大批案件，在洛杉矶警察局内步步高升，直至他调查的一个非法销售吗啡的案件中有他二战战友涉案，被停职调查，案件使他个人的命运及仕途陷入困境。后来他与久未联系的战友杰克·凯索联手，发现案件的背后，是洛杉矶几位要人密谋以郊区重建基金计划为幌子，骗取政府的土地收购补偿金，就连他以前在警察局共事的同事都有份参与。
按照游戏开放世界的设计，玩家可以随意穿梭于洛杉矶的开放地貌，步行或乘车游览游戏的世界。游戏剧情聚焦于破案情节，其中许多任务的玩法涉及枪战和驾车。玩家须调查犯罪现场寻找痕迹，追踪案件线索，质询嫌疑人，玩家在这些活动中的表现会影响着案件事实被揭露的程度。游戏还包括动作冒险游戏会出现的元素，例如支线任务或分支剧情。玩家利用游戏内的电台可享受版权音乐，以及原创配乐。
游戏的开发过程于2004年开始，由Team Bondi联手Rockstar全球各地的工作室共同完成。后来游戏数度延期发行，开发工作历时7年，期间发行商及发行平台有所变更。由于Team Bondi的上班时长及管理模式被员工公开诟病，该工作室最终在游戏初版发行后不久倒闭。开发团队参考了黑色电影的剧情及画风元素，这种电影类型兴盛于1940年代至1950年代，所涉及的作品在视觉风格及主题上大体一致，主题包括犯罪及道德歧义。另外他们也参考了游戏背景时期的一些真实案件。
值得一提的是，游戏是首部使用Depth Analysis最新研发技术MotionScan的作品。技术原理为利用32部环绕摄像机，从不同角度捕捉演员面部表情。这项技术是游戏质询机制的核心，玩家需要借此观察嫌疑人回应质询问题时的反应，从中判断他们是否撒谎。游戏的配音时长达20多个小时。
在大规模的营销活动下，本作成为首部亮相翠贝卡电影节的游戏作品。本作的剧情、呈现及面部动画技术获得广泛的赞誉。游戏在全球共卖出500万份。游戏的虚拟现实版《黑色洛城：VR卷宗》（L.A. Noire: The VR Case Files）于2017年12月15日登陆HTC Vive。

## 游戏玩法

玩家在审讯目击者或嫌疑人时需要选择相信、质疑或指责对方撒谎。

《黑色洛城》是一款新黑色风格动作冒险犯罪游戏，采用第三人称视角呈现，设置在1947年洛杉矶的开放世界环境中。游戏过程中，玩家需要完成线性目标才能结案，推动剧情发展。在开放世界漫游时，玩家可以完成打击街头罪案的支线任务，搜集金色的电影胶卷、特殊车辆、小说和金唱片。
玩家会在游戏环境中发现1940年代洛杉矶的真实地标。在游戏的大部分时间内，玩家将控制洛杉矶警察局巡警（后来的警探）科尔·菲尔斯，亲临菲尔斯从交通科的小巡警一路依次晋升到凶杀科、刑事犯罪科和纵火科的过程。到了最后一个科的部分案件，玩家改为控制保险公司调查员杰克·凯索。凯索的性格及外貌和菲尔普斯很不同，但是操作一样。玩家可选择以仿黑色电影风格的黑白画面游玩。
解决案件的过程中，玩家将发现各种线索，包括从非玩家角色口中获得的情报，以及在犯罪现场内及周边出现的实体线索，还有一些兴趣点及实体，其中部分证物可以互动或进一步调查，以从中发现更多线索。待犯罪现场的所有关键线索发掘完毕，调查音乐停止。玩家可以使用电话亭或火警报警箱联系警方电台，获取额外情报。调查期间，玩家须审问嫌犯及目击证人，从中获取更多线索，根据审讯对象的反应选择相信他们、质疑他们还是指责他们撒谎。如果选择指控审讯对象撒谎，玩家需要提交证据指证。游戏中的笔记本会列出与案件相关的证物、地点及人物，在审讯过程中可从中选择问题。
在警察局审问两名嫌疑人的时候，玩家可以选择指控其中哪一位，指控错误会影响案件最终的五星评级，相关评级根据玩家在调查审讯的表现及驾驶时的行为评定。直觉点（Intuition）可以在调查阶段被用来寻找剩余线索，在审讯阶段被用来删去多余的选项、透过Rockstar Games Social Club找到最多玩家选择的答案。完成案件会增加玩家的等级，解锁衣服和隐藏车辆，赚取额外的直觉点，最高等级为20。在部分案件中，玩家搜寻线索时会发现一些报纸，阅读后会看到一段小短片，内容是游戏总体剧情的一小部分，或是菲尔普斯回忆参战时的经历。
玩家主要通过步行或驾车探索游戏世界，有些地方的栅栏、管道及梯子可以翻阅。开车的时候，玩家可以鸣警笛开路。玩家也可以选择跳过开车的场景：在扮演菲尔斯的时候，玩家可以让搭档开车，或是在笔记本中选择目的地；扮演凯索的时候，玩家没有搭档，但是可以选择目的地，在加载屏幕过后抵达。扮演菲尔斯的时候，玩家可以让搭档指路。游戏还设有节奏快速的动作场面，包括追逐战、打斗及枪战。玩家可以和敌人近战，也可以和敌人火拼。武器可以在玩家警车的后备箱找到，但只会在枪战等特定场景中出现。战斗时，玩家可以利用自动瞄准及掩护系统协助对付敌人。玩家受到伤害的时候，画面会变成黑白颜色；没有伤害的时候，生命值会逐渐恢复。追捕嫌疑人的时候，玩家可以鸣枪示警。追车场景中，玩家搭档有时会朝嫌疑人的车辆开枪。失败三次后，玩家可以选择跳过动作场面继续剧情。

## 剧情
第二次世界大战结束后，功勋卓绝的美国海军陆战队退伍老兵科尔·菲尔普斯（阿隆·斯塔登饰）回到洛杉矶，在洛杉矶警察局担任一名普通的巡警。1947年，菲尔普斯成功解决一起重大谋杀案，晋升为警探，其后半年又在交通科和杀人科侦破多个要案大案，包括轰动一时的连环杀人案黑色大丽花悬案，屡获表彰。
加入刑事科不久，菲尔普斯便着手调查军用盈余下来的吗啡注射器从载他和海军陆战队战友回家的轮船上失窃，之后在街头流通案件。结果发现偷卖的人，正是他的几位战友，他们把偷来的吗啡交给洛城大毒枭米奇·柯罕（帕特里克·菲施勒饰），却被米奇雇人杀害。也是在这时，菲尔普斯爱上了来自德国的休息室歌手艾尔莎·利希曼（Elsa Lichtmann，埃丽卡·海纳兹饰）。
菲尔普斯的刑事科搭档罗伊·厄尔（亚当·J·哈灵顿饰）非常贪钱，为了帮助洛城的几位要人洗脱卖淫的大丑闻，他趁着菲尔普斯的战友考特尼·谢尔登（Courtney Sheldon，乍得·托德亨特（Chad Todhunter）饰）供认自己参与盗窃吗啡的罪行，揭露了菲尔普斯的通奸罪行。作为交换，厄尔以加入要人们的名目暗中结成犯罪组织。这个团伙巧借“郊区重建基金”（Suburban Redevelopment Fund）的名义，为归乡的退伍军人提供经济适用房，以此掩饰非法勾当。菲尔普斯的婚姻最终破裂，在警察局也不受人待见，最终被贬职到纵火科。菲尔普斯接手调查一连串可疑的家庭火灾时，强烈感受到这些火灾势必牵涉到重建基金的房屋开发工程，但厄尔警告他不要插手基金创办人、地产大亨利兰·门罗（Leland Monroe，約翰·諾伯饰）的事情。于是，菲尔普斯让目前在加州火险寿险公司（California Fire & Life Insurance Company）做调查员的老战友杰克·卡索（Jack Kelso，吉尔·麦金尼饰）帮忙调查此事。
卡索发现开发基金在建造房屋时，使用了劣质的材料，但和他同为重建基金成员的老板柯蒂斯·本森（Curtis Benson，吉姆·阿贝尔（Jim Abele）饰）无视这一事实，继续做担保。卡索之后闯入门罗的豪宅，与门罗的手下展开激烈的枪战，发现同属该组织的知名精神科医生哈兰·方丹（Harlan Fontaine，彼得·布洛奎斯特（Peter Blomquist）饰）曾吩咐他的一位病人报复不愿意把房子卖给基金会的人，放火烧掉他们的家。然而，这个人有一次纵火意外烧死四人，自此患上了不可逆的心理创伤。后来他上诊所和方丹对质，杀掉了方丹，还绑架了方丹的女友艾尔莎。
菲尔普斯来到方丹的诊所调查，发现该团伙已经形成了骗取美国联邦政府补助的链条：门罗一伙人看准政府日后将征收土地用来建高速公路，于是集资买下这片空地，在上面秘密建造建造廉价房屋，等待政府正式收地时发放补偿款，以此骗取政府资金。菲尔普斯还发现，谢尔登已经没有了良心。他以方丹医生的名义，向医疗机构提供偷来的吗啡，之后把得到的收益，重新投资到基金中。后来方丹发现了卡索正在调查基金的非法勾当，而卡索也是谢尔登，便决定杀人灭口。卡索了解到，方丹的病人，正是他和菲尔普斯的战友、火焰喷射手艾拉·霍格布姆（Ira Hogeboom，J·马文·坎贝尔（J. Marvin Campbell）饰）。有一次，菲尔普斯要求他朝洞中的敌人喷火，结果他无意烧死住在里面平民后，从此患上了創傷後壓力症候群。菲尔普斯和卡索将霍格布姆和艾尔莎追进了洛杉矶河隧道，最终救出艾尔莎，而卡索也处死了失去行动能力的霍格布姆，结束了他的痛苦。之后突如其来的降雨让河流水位猛涨，一行人连忙逃跑，但菲尔普斯没有赶到出口，被淹死。
葬礼上，同事厄尔为菲尔普斯致悼词，艾尔莎感到厌恶，愤然离开现场。菲尔普斯在纵火科的搭档赫歇尔·比格斯（Herschel Biggs，基斯·斯扎拉巴基克饰）告诉卡索，说他和菲尔普斯向来非敌非友。片尾彩蛋的倒叙内容显示，卡索其实早已知道吗啡被盗的事情，但他深知这种事情只会让自己惹上麻烦，拒绝分赃。

## 开发

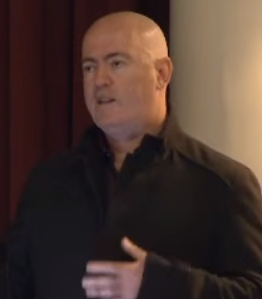
Team Bondi创办人、《黑色洛城》编剧布兰丹·麦克纳马拉在2011年布拉德福德动画电影节上。

2003年，Team Bondi成立后不久，《黑色洛城》的前期工作就此开展。发行商Rockstar Games多家工作室联合Team Bondi核心团队共同开发，Team Bondi负责监督。有别于Rockstar发行的其他游戏，《黑色洛城》采用定制引擎，结合了面部动态捕捉及动画软件。游戏还采用MotionScan技术捕捉演员面部表情。英国广播公司记者凯夫·基根（Kev Geoghegan）估计开发费用高达5000万美元，使得游戏成为花费最高的电子游戏。
游戏原计划为PlayStation 3和Xbox 360平台打造，后来移植到Microsoft Windows平台。Windows版采用两张DVD光盘的规格发行，Xbox 360版采用三张，PlayStation 3为一张蓝光光碟。游戏最终版删除了推动剧情发展的总共16个关卡，这些内容无法用一张蓝光光碟装载，不过其中5个关卡后来作为可下载内容发行，另外11个隶属于诈骗课（Bunko）和盗窃课（Burglary）的内容则完全被删。

### 技术研发
自《Rockstar乒乓球》（2006）以来，Rockstar发行的大部分游戏采用持有专利的Rockstar高级游戏引擎，但《黑色洛城》有别于此，采用结合动态捕捉及动画软件的定制游戏引擎，以及用于辅助制作动画及物理的Havok引擎。

游戏采用动态捕捉技术MotionScan捕捉演员面部表情。技术所采集到的面部图像会经过引擎在游戏中还原。

值得注意的是，游戏是首部采用澳大利亚Depth Analysis公司全新技术MotionScan的游戏。MotionScan是一种动作捕捉技术，能够以每秒1000帧的帧率记录演员面部。游戏的审讯机制需要玩家通过嫌疑人的面部表情发问，判断他们是否说谎，因此这项技术在这当中发挥关键作用。MotionScan采用32个环绕镜头，从每个角度捕捉面部表情，以此高度还原人的面部活动。不过32个镜头并非全部都要用上。Depth Analysis研究开发主任奥利弗·鲍（Oliver Bao）介绍，额外的样本能让团队“总体上重建更出色的3D表面”，“较为轻松地去除重建噪点”。
使用MotionScan技术尽管一方面被称赞能高度还原面部表情，但另一方面却被指无法捕捉肢体运动，部分玩家认为角色“脖子以下的地方都是死的”。游戏总监布伦丹·麦克纳马拉认为这是玩家对真实性的期望在作祟：“大家都想看到衣服和（角色）身体的其他部分有活动，但这些内容我们无法在游戏中还原”。鲍认为：“我们乐意花更多时间为《黑色洛城》调好引擎，但受脚本编写及所涉及的人才所限，这个效果无法实现。”

### 开放世界研究和设计

为展现1947年洛杉矶的城市景观，电影《党同伐异》片场的模型出现在游戏中，成为虚构电影《丛林鼓声》的片场（Jungle Drums Set）。

游戏开发团队按照罗伯特·斯宾塞（Robert Spence）拍摄的航拍照片，重塑了1940年代的洛杉矶。斯宾塞在50多年的职业生涯中，共航拍11多万张洛杉矶的照片。团队用这些照片规划交通模式及公共交通路线，以及部分建筑的位置及状况。竭力打造洛杉矶1947年准备模型的同时，开发团队还取得一些艺术品的许可，包括D·W·格里菲斯电影《忍無可忍》的片场外观，不过该片场事实上在1919年被拆卸。

游戏部分建筑的内饰体现了开发研究的成果。洛杉矶的巴克莱酒店（左）是游戏一幢公寓楼（右）参考点。

洛杉矶是团队着重研究的对象。团队在开发工作的第一年研究洛杉矶，找来当年的报纸杂志，组织实地研究，拍摄照片，总共有18万张照片在整个开发过程中被用作参考，1000多份报纸成为研究材料。游戏多个地点的内饰和外饰体现了参考资料研究的成果。例如，洛杉矶的巴克莱酒店（Barclay Hotel）是游戏一处公寓楼的参考对象。然而，部分地点采用原创设计，以迎合游戏玩法或剧情设定。

### 角色开发
游戏的配音时长超过20小时。团队举行多场秘密试镜活动物色演员人选，最终确定由阿隆·斯塔登饰科尔·菲尔斯、罗德尼·斯科特饰杰克·凯尔索、肖恩·麦克高恩（Sean McGowan）饰斯特凡·别科斯基（Stefan Bekowsky）、邁克·邁克格拉迪饰罗斯蒂·盖洛威（Rusty Galloway）、亚当·J·哈灵顿饰罗伊·厄尔，基斯·萨拉巴吉卡出演赫歇尔·比格斯。歌手兼模特儿埃丽卡·海纳兹和演员安德鲁·康诺利各自出演艾尔莎·利希曼和詹姆斯·唐纳利科长（Captain James Donnelly）参演电视剧《广告狂人》的部分演员也在游戏中出镜，分别是文森特·卡塞瑟、里奇·索莫、麥克·蓋拉迪斯、帕特里克·菲施勒和摩根·鲁斯勒（Morgan Rusler），他们的表演由动作捕捉技术录制。演出过程中，演员尝试让表演尽可能显得真实。导演迈克尔·乌彭达尔表示，“我负责监督表演，引出一些人类的元素，让游戏引人入胜、有趣。”麦克纳马拉最初不热衷于斯塔登的选角工作，但Rockstar创意副主席丹·豪瑟说服他同意让斯塔登出演。麦克纳马拉表示：“（科尔·菲尔斯）很矛盾，有点城府，（斯塔登）很适合传递这些内容。”
游戏临近结尾，玩家角色从菲尔斯转换到凯索，麦克纳马拉解释这时候的剧情到了“（菲尔斯）有太事情不能做的地步，你必须跳脱警察的境界扭转现状”。他表示，玩家表现如果不是很好，游戏会允许他们当“流氓警察”，这就必须捍卫他们自己，对抗其他警察。但这项功能在开发过程中被删除，团队认为这样做“太出格”。
表演前夕，斯塔登收到一份12页文件，包含剧情提纲及菲尔斯的背景。他表示，原本的剧本有2200页，开拍前没有那么多的时间去读，所以要了较短的文件。斯塔登投入18个月的时间，参与《黑色洛城》的制作。他认为：“我认为我连续工作的时间有6个月，剩下的那一年就是到处缝缝补补，增加修改内容”。麦克高恩认为他扮演的贝科斯基起初嫉妒菲尔普斯，但后来对他热情起来：“他就像个善良的老哥哥，一直支持着他，但永远不会让他对他使坏。”饰演罗斯蒂·盖洛威的扮演着麦克格雷迪自认为性格内向，让他和角色联系起来：“我是经典的内向性格，但如果有需要，我就会打开话匣子。”哈灵顿认为他扮演的罗伊“疲倦、倔强、刻薄、残忍、非常诚实，但也很有趣”。他贡献了罗伊的全部面部表情，但认为他的所有对白都按着剧本走，没有即兴表演的余地。游戏的许多角色受真人真事影响，例如唐纳利科长有一部分麦克纳马拉父亲及洛杉矶警察局长杰克·多纳休（Jack Donahue）的影子。另外，菲尔斯负责的一些案件也改编自真实事件，例如著名的黑色大理花懸案。

### 音乐
游戏采用的原创配乐伴随游戏玩法出现，在特定时间警醒玩家。与Rockstar发行的其他作品一样，游戏内置电台也采用了版权音乐，包括比莉·荷莉戴、路易斯·阿姆斯特朗和艾拉·費茲潔拉等人的40首作品。团队聘请安德鲁·黑尔和西門·海爾，以及曾参与《荒野大镖客：救赎》（2010）的伍迪·杰克逊作曲。曲目在阿比路录音室录制，有1940年代电影管弦配乐的影子。除了原创配乐和版权歌曲，游戏还采用原创歌曲，打造原汁原味的声音，匹配当时的音乐特征。受邀创作原创歌曲的星期二真乐队希望他们找到的歌声，能“唤起人们对那个时代的回忆”，最终找来克劳迪娅·布吕肯，制作了〈(I Always Kill) The Things I Love〉、〈Guilty〉和〈Torched Song〉三首歌曲。
音乐监督伊万·帕夫洛维奇（Ivan Pavlovich）认为Rockstar强调真实，激励作曲人在音乐中体现这个重点。安德鲁·黑尔认为配乐创作过程很灵活，强调“设立感情基调”，而不是一般的“机械化”过程，让音乐的曲调配合游戏的时间框架。但创作完游戏的音乐，一众作曲人认为出来的成品更偏向于后者。他们希望乐曲更容易让玩家接受，避免着重使用摇摆音符或爵士乐。安德鲁·黑尔认为管弦乐很符合这一点。
游戏配乐获2012年英国电影学院奖游戏奖最佳原创配乐奖。

## 商业活动

### 发售日期
2003年10月，Team Soho负责《大逃亡》的总监布伦丹·麦克纳马拉离开这家伦敦的公司，回到母国澳大利亚自立工作室Team Bondi。这家最初只有6个人的工作室刚成立不久，便宣布他们的首个项目面向“索尼的次世代平台”。2004年，麦克纳马拉表示该计划完全由索尼互动娱乐提供支持。2005年，游戏名称“黑色洛城”和PlayStation 3独占发行的消息公布。Team Bondi形容游戏属于“刑侦惊悚类”。2006年9月，消息指Rockstar Games将处理游戏的发布工作，不过Rockstar仅称游戏是“次世代犯罪惊悚游戏”，未指明平台。
2007年6月，Rockstar母公司Take-Two Interactive将游戏列入“2008年财年”作品名录，重新确认作品在PlayStation 3平台发行，日期“有待公布”。Take-Two的发言人后来暗示游戏可能也在Xbox 360发行。后来在2007年9月，Take-Two宣布发售窗口延期至2009年财年。2010年3月的《Game Informer》确认游戏将于2010年9月在PlayStation 3和Xbox 360发行，然而游戏并未如期面世，Take-Two将日期推迟到2011年上半年，认为延期利于游戏取得成功。档期后来精确到2011年3月，但最终延期至5月17日发行。

### 推广
大量预告片及媒体演示会对游戏进行推广。《Game Informer》2010年2月号刊登了《黑色洛城》的封面故事。2010年11月12日，首支预告片发行，展示游戏多个场景，由赫歇尔·比格斯的扮演者基斯·萨拉巴吉卡旁白。2010年12月16日，首支记录发行开发过程幕后视频《表演背后的技术》（"The Technology Behind Performance"）发布，展示游戏采用的MotionScan技术，以及对演出人员及开发团队的采访。第二支预告片于2011年1月24日发行，着重介绍游戏的凶杀科案件。第三支预告片《方向》（"Orientation"）发布，演示游戏的审讯和调查机制，展示战斗元素。游戏封面于2011年2月23日揭开面纱，次日预购专享内容公布。
预购案件预告片于3月3日和3月31日公布。3月9日，介绍游戏调查及审讯机制的玩法预告片《调查与审讯》（"Investigation and Interrogation"）公布。2011年3月的PAX游戏展的展示专场及展位了《黑色洛城》。第三支预告片于2011年4月8日发布，介绍游戏对警局腐败及监察科的描绘。5月11日，最后一支预告片公布。
游戏的营销工作也采用了病毒营销策略。游戏官方网站于2011年1月27日被重新设计，供玩家预览游戏角色及案件。2011年4月25日，游戏入选翠贝卡电影节官方片单，是首部参加该影展的电子游戏。Rockstar还举办比赛，胜者有机会前往洛杉矶参加格劳曼埃及剧院的黑色电影展（Festival of Film Noir），提前一个月前玩到游戏。游戏还亮相2011年4月的一期《杰夫·基斯利与GameTrailers TV》，节目展示了MotionScan技术及对开发团队的专访。
为了刺激预购销量，Rockstar联合多家零售商推出预购奖励，包括追加案件《无心快语》（A Slip of the Tongue）和《不夜城》（The Naked City）、支线任务“徽章追逐挑战”（The Badge Pursuit Challenge）、奖励警探西装“The Broderick”和“The Sharpshooter”。Rockstar Games和《黑色洛城》衬衫也是预购奖励。除了预购奖励，追加案件《领事的车》（The Consul's Car）也包括在PlayStation 3北美版中，后来在PlayStation Store开放购买，最终收录于《完整版》。2011年6月6日，Rockstar联合穆赫兰书社出版《黑色洛城：剧情碎片》（L.A. Noire: The Collected Stories），聘请著名犯罪作家撰写这部短篇小说集，这些故事均基于《黑色洛城》的宇宙。

### 员工投诉
游戏发行后不久，一群Team Bondi前员工推出网站lanoirecredits.com，收录100多个在游戏的制作人员名单中未出现或写错的名字。随后，劳资公司针对游戏开发过程中的工作时长及管理风格提请一系列诉讼和反诉。一位不具名的开发人员公开讨论了工作室的管理风格、人员流动率、工作时长及其他和《黑色洛城》相关的情况。

游戏的初版标志（上）和最终版标志（下）。初版标志由Team Bondi创作，但后来被Rockstar重新设计。

2011年7月，工作室员工泄露了一系列的机密电邮，并附上评论。他们称电邮体现Team Bondi和Rockstar的关系存在争议，暗示两家公司不愿再度合作。开发团队的另一名匿名消息人士表示，“很明显，（Rockstar）不会发行Team Bondi的下一部游戏”，“与Rockstar的关系已经被彻底破坏”：
Team Bondi和Rockstar之间的冲突，有部分原因是Rockstar对Team Bondi的方向感到沮丧，Team Bondi的管理层因而对Rockstar包揽众多创意事宜感到不满。同样值得注意的是，Rockstar过去非常想让Team Bondi成为“Rockstar悉尼工作室”之类的东西，他们和Team Bondi的管理层走得越近，就越能感受到这是个糟糕的主意。
Team Bondi最终于2011年8月进入管理令阶段，同年10月清盘。公司资产被肯尼迪·米勒·米切尔买下，其中包括《东方妓女》。Rockstar保留《黑色洛城》的知识产权。Team Bondi的前员工一部分分流到Rockstar各地的工作室，一部分则归入肯尼迪·米勒·米切尔麾下。虽然在开发过程中关系陷入僵局，麦克纳马拉对Rockstar还是有正面的评价：“我对Rockstar没有成见，希望这件事情不会让我们感到难过”。

### 追加内容
游戏发行之后的几个月，多个独立案件、收藏品及挑战以可下载内容的形式发行。2011年5月31日，刑事科独立案件《不夜城》（"The Naked City"）发行，讲述了一位模特的遇害案，该案件改编自朱爾斯·達辛1948年电影《不夜城》。同日，交通科案件《无心快语》（"A Slip of the Tongue"）发布，聚焦一起盗车案。6月21日，改编自1947年奥康纳电镀公司爆炸案的纵火科案件《尼科尔森电镀厂》（"Nicholson Electroplating"）发布。刑事科案件《大麻狂热》（"Reefer Madness"）于2011年7月12日发行，讲述非法大麻销售网络被捣毁的过程。交通科案件《领事的车》（"The Consul's Car"）于2011年7月26日上市，聚焦一起盗车案。该案件原本为PlayStation 3北美版独占内容，后开放欧洲区下载，最终收录于《完整版》。游戏中的两套西服（Broderick和Sharpshooter）、两把枪（镀镍手枪和芝加哥钢琴枪）和徽章追逐挑战（要求玩家快速搜集游戏世界中的金币）原本为预购内容，之后于2011年5月31日开放下载。
2011年9月28日，Rockstar宣布游戏的个人电脑版《完整版》（The Complete Edition）于11月8日在北美发行，11月11日在澳大利亚和欧洲发行，收录原版全部可下载内容。该版本的增强功能包括键盘映射再编排、手柄支持、拟真度提升、增强画面及立体三维画面。《完整版》不久后登陆家用机平台。

### 重制移植
游戏再版于2017年9月7日宣布登陆任天堂Switch、PlayStation 4和Xbox One，由维塔士负责移植。该增强版包括更精细的纹理细节、升级的天气效果及全新的镜头角度，其中Switch版还包括利用Joy-Con实现的陀螺仪控制。上述版本均在2017年11月14日发行。游戏的虚拟现实版《黑色洛城：VR卷宗》（L.A. Noire: The VR Case Files）集合了原版游戏的七个案件，于HTC Vive平台发行，由麦克纳马拉新成立的工作室Videogames Deluxe开发。游戏于2017年12月15日发行。2018年3月增加支持Oculus Rift设备，4月增加支持简体中文，隔年9月支持PlayStation VR。

## 评价
| 汇总媒体     | 得分 |
| ------------ | --- |
| GameRankings | PS3：88.15% X360：87.93% PC：81.70%                                                                             |
| Metacritic   | PS3：89/100 X360：89/100 PC：83/100 NS：79/100 PS4：76/100 XONE：77/100 NS：79/100 PS4 VR：81/100 PC VR：82/100 |

| 媒体            | 得分    |
| --------------- | ------- |
| Edge            | 8/10    |
| Eurogamer       | 8/10    |
| Game Informer   | 8.75/10 |
| GamePro         | [ 147 ] |
| GameSpot        | 9/10    |
| GameSpy         | [ 148 ] |
| GameTrailers    | 9.1/10  |
| GameZone        | 8.5/10  |
| Giant Bomb      | [ 151 ] |
| IGN             | 8.5/10  |
| Joystiq         | [ 153 ] |
| 官方Xbox杂志    | 8/10    |
| PlayStation杂志 | 9/10    |
| 衛報            | [ 156 ] |
| Fami通          | 39/40   |

| 媒体               | 奖项                   |
| ------------------ | ---------------------- |
| 英国电影学院游戏奖 | 最佳原创配乐           |
| GameTrailers       | 最佳新晋IP             |
| GameSpot           | 最佳氛围               |
| Eurogamer          | 年度最佳游戏（第11位） |

据汇总媒体Metacritic，《黑色洛城》获得评论家“普遍好评”，而在另一個網站GameRankings，《黑色洛城》的平均分數均在80%以上，其中剧情及面部动画技术普遍获得褒扬。
首篇评论由英国报纸《卫报》发表，文章称赞游戏的配乐完美，有着电影般的质感。GameZone将游戏比作古典好莱坞电影，指其注重细节，有别于其他游戏。《PlayStation杂志》将游戏比作一部精雕细琢、让观众上瘾的AMC电视连续剧。
《Edge》称赞了面部技术，但认为尽管游戏的其他主要方面没有其他作品优秀，尽管如此，还是要承认Team Bondi用这样一种时尚、大气且具有凝聚力的方式糅合如此多的游戏类型，是其他开发商无法做到的。GameSpot的卡罗琳·佩蒂（Carolyn Petiti）赞赏游戏的审讯机制及总体风格。《GamesMaster》认为《黑色洛城》是Rockstar最成熟的开放世界游戏。
《官方Xbox杂志》称游戏是Xbox 360平台最接近《暴雨殺機》的作品，但“漏洞百出”。IGN认为《黑色洛城》是低配版的《暴雨》，“几乎成功”地为《暴雨》打造了新的架构。《Joystiq》认为《黑色洛城》没像传统意义上一直充满“乐趣”，但“仅仅是有趣”也不让人满意，这使得游戏漏掉了电子游戏玩家平常会留意的某些地方。
虽然评价普遍正面，但仍有部分评论人认为有些案件太多余，玩家能控制的地方太少，时不时让人觉得无聊。1UP给出了完美的分数，但也指出过场动画太长，会让某些玩家觉得失去对动作的控制。GameTrailers总结称，游戏被重复内容给拖累，但与其他游戏相比，对角色本身的要多些，总体体验还不错。
虽然使用了动态捕捉技术，游戏角色的身体仍被批评毫无生命力。对此，游戏总监兼编剧布伦丹·麦克纳马拉在接受《Eurogamer》采访时表示，人们对角色面部及身体的评价有着强烈的反差，是因为角色衣服缺少动画。他表示，菲尔普斯对某些线索作出过激反应，是因为游戏原先（给审讯环节）写的剧本是“奉承”、“胁迫”和“谎言”，但游戏出来后改成了“真实、可疑或谎言”，这使得菲尔普斯经常出现玩家能预料到的尴尬反应。
游戏的VR重制版也获得了较高的评价。The Sixth Axis的吉姆·哈格里夫斯（Jim Hargreaves）认为VR版聪明地回炉了《黑色洛城》这部近十年来最奇妙的游戏作品，Team Bondi一丝不苟、精细的世界建设和技术成就依然在线，可以通过VR版无缝点击，虽然没有什么大的突破。相比之下，游戏重制版在任天堂Switch掌机表现引来褒贬不一的评价。《CGMagazine》的菲尔·布朗（Phil Brown）认为Rockstar将《黑色洛城》这部被低估的作品移植到Switch平台，实际上给这部老作品加了一些全新的控制手法，没有踟蹰于固有玩法，这点值得赞赏。但另一方面，“Nintendo Life”的达米恩·麦克法兰（Damien McFerran）则持保留意见。他认为，早在2011年，《黑色洛城》就不是一部完美无瑕的游戏，而到了重制版，问题依然没有改变。尽管如此，重制版还是超越了当年的风采。我们尊重这款游戏，在接下来的几年把它当成经典的先驱之作。很少游戏作品能像这部游戏那样，用臻至成熟的游戏体验对待玩家，这个态度值得整个游戏行业学习。
在2012年的英国电影学院游戏大奖上，游戏获得最佳原创配乐奖，同时获得七项大奖提名。而任天堂Switch及VR版则获得IGN的2017年年度奖的最佳重制奖，获得2018年纽约游戏奖（New York Game）塔潘齐大桥最佳重制奖，VR版则获得第16届游戏音频网络工会奖（Game Audio Network Guild Awards）“最佳VR音频”奖。

### 销量
游戏在美国发行当天，Rockstar Games母公司Take-Two Interactive收盘股价上涨7.75％，创下三年来的新高。这次上涨为《黑色洛城》市场表现不俗的反应。根据2012年2月公布的最后一份销量数据，游戏已出货约500万份。
NPD集团表示，《黑色洛城》是2011年5月美国销量最高的游戏，在PlayStation 3和Xbox 360平台卖出了89.9万份。
游戏登上英国游戏销量榜榜首，成为在该国最为畅销的新作，直至被2014年发行的《看门狗》打破。游戏在英国游戏榜维持了三个星期的榜首位置。上市才一个星期，游戏便在澳大利亚主要城市游戏店脱销。7月7日，游戏在日本发行，PlayStation 3和Xbox 360平台销量共71057份。其中PlayStation 3版凭借58,436份销量位列榜首，Xbox 360版占12,621份销量。

## 疑似续集
2011年5月22日，麦克纳马拉表示，在现有的技术条件下，《黑色洛城》续集的开发时间会比第一部缩短五年。在同一个礼拜举行的投资者电话会议上，Take-Two Interactive首席执行官施特劳斯·泽尼克（Strauss Zelnick）表示《黑色洛城》是“非常成功的作品”，他们有“充分理由认为《黑色洛城》会是本公司又一个强大的品牌”，重申他们“的确将《黑色洛城》看作成强有力的品牌”。
2011年11月的另一场投资者电话会议中，泽尼克重申《黑色洛城》对Take-Two的重要性，指游戏“已成为公司重要的品牌”。他说，游戏是Take-Two上一个财年中“最成功的新作”，已成为其投资组合中的关键资产。同月，麦克纳马拉宣布下一部游戏名叫《东方妓女》，讲述了“20世纪一个不为人知的伟大故事”。该项目由KMM互动娱乐（KMM Interactive Entertainment）开发，该工作室由肯尼迪·米勒·米切尔于2011年8月收购Team Bondi大部分资产成立。游戏最终于2016年6月宣布取消。
2012年2月13日，Rockstar Games回答粉丝提问，其中一个问题关于《黑色洛城》品牌的未来发展趋向。Rockstar表示“正考虑在未来将《黑色洛城》打造成一个系列”，但“不急于制作续集”。他们也表示目前的版本不会有追加下载内容或附加内容开发。2013年3月，Take-Two Interactive首席运营官卡尔·斯拉托夫（Karl Slatoff）表示公司有“大量未公布的作品正在开发中”，指《黑色洛城》品牌对公司很重要。